# Radicipes aureus
Radicipes aureus är en korallart som beskrevs av Kükenthal 1919. Radicipes aureus ingår i släktet Radicipes och familjen Chrysogorgiidae.
Artens utbredningsområde är Indiska oceanen. Inga underarter finns listade i Catalogue of Life.